# Häxprocessen i Liechtenstein
Häxprocessen i Liechtenstein var en häxprocess som utspelade sig i Liechtenstein mellan 1679 och 1680. Den ledde till omkring 100 avrättningar.
Under den första häxprocessen i Liechtenstein 1648-1651 avrättades omkring 100 personer. Det är dock endast processen 1679-80 man har några detaljer kring. Häxprocessen inleddes 1679 av fogden Dr Romaricus Whipper Herkelsberg i Vaduz. Liechtenstein hade vid denna tid ett rykte om att vara ett "häxland". Samtidigt hade landets monark svåra ekonomiska problem, som lindrades då man under häxprocessen kunde konfiskera de dömdas egendom. De avrättade tycks ha varit av ganska jämn könsfördelning.     
Slutet på processen inträffade efter Maria Eberlin von Plankens flykt från fängelset i slottet i Vaduz. Prästen Valentin von Kriss vor Ort räddade en kvinna från bålet och infann sig sedan i Innsbruck, där han med flera flyktingar vädjade till kejsaren om att häxprocessen sköttes med olagliga medel. Kejsaren tillsatte en kommission, och år 1682 ogiltigförklarades häxprocessen i Liechtenstein och förbjöd ytterligare häxprocesser där. Processen ledde till en fejd mellan anhöriga till anklagare och offer som hade verkningar till in på 1900-talet. 